# Baba Yetu

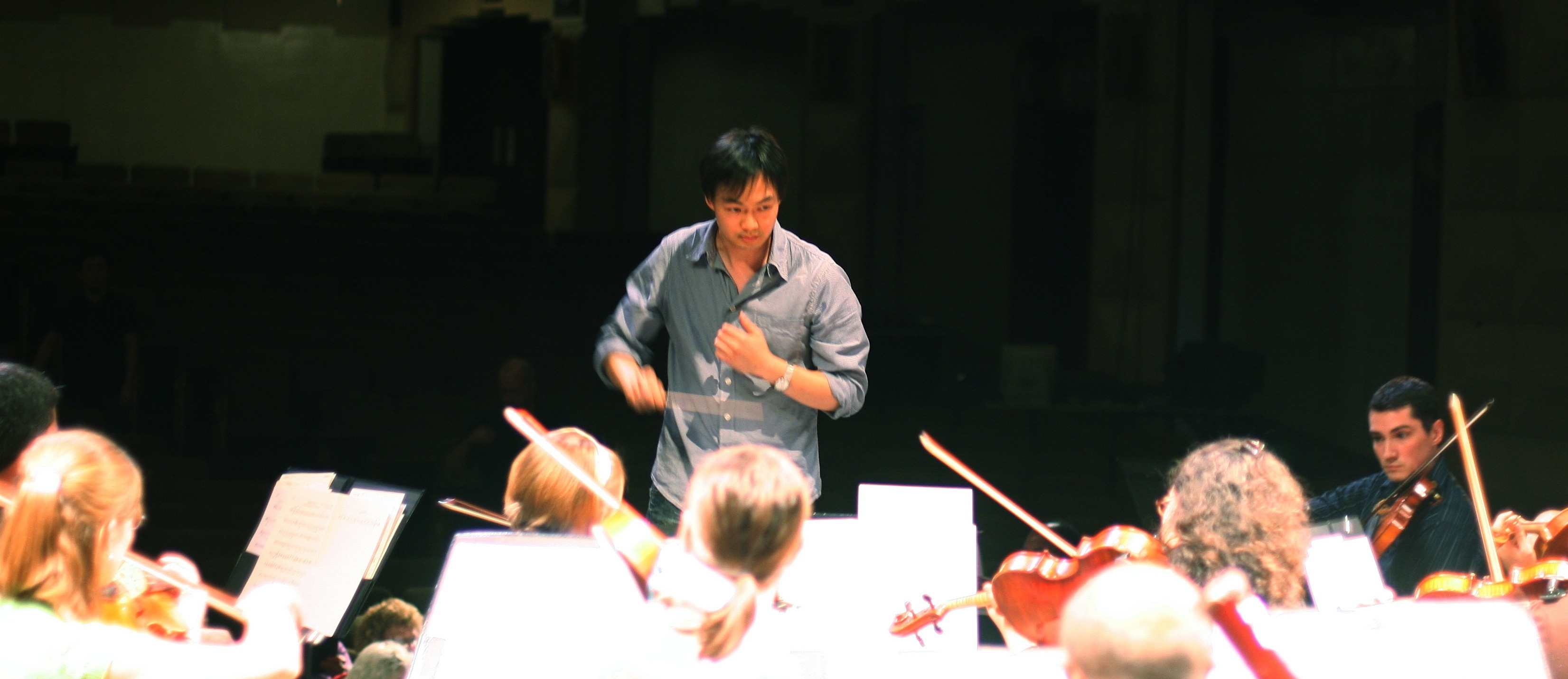
Christopher Tin 2011.

Baba Yetu är en låt skriven av kompositören Christopher Tin för datorspelet Civilization IV. Texten i låten är bönen "fader vår" framförd på swahili av Ron Ragin och Stanford Talisman. När Tin släppte låten på sitt debutalbum Calling All Dawns (2009) var den istället framförd av Sowetos gospelkör. Denna nysläppta version blev det första stycket datorspelsmusik som nominerades för och vann en Grammy Award. För 2011 års Grammy Awards vann Baba Yetu i kategorin för bästa arrangemang instrumentell och stämsång liksom hela albumet i kategorin bästa klassiska crossoveralbum.

## Text
| Swahili | Engelska | Svenska (översatt från engelska) |
| --- | --- | --- |
| Baba yetu, yetu uliye Mbinguni yetu, yetu amina! Baba yetu yetu uliye M Jina lako e litukuzwe. Utupe leo chakula chetu Tunachohitaji, utusamehe Makosa yetu, hey! Kama nasi tunavyowasamehe Waliotukosea usitutie Katika majaribu, lakini Utuokoe, na yule, muovu e milele! Ufalme wako ufike utakalo Lifanyike duniani kama mbinguni. (Amina) | Our Father, who art in Heaven. Amen! Our Father, Hallowed be thy name. Give us this day our daily bread, Forgive us of our trespasses, As we forgive others Who trespass against us Lead us not into temptation, but deliver us from the evil one forever. Thy kingdom come, thy will be done On Earth as it is in Heaven. (Amen) | O fader som är i himlen. Amen! Vår fader, helgat vare ditt namn Ge oss vårt dagliga bröd Förlåt oss för våra överträdelser Så som vi förlåter överträdelser mot oss själva Led oss inte in i frestelse, Utan befria oss från den onde för alltid Ditt kungarike må komma, din vilja må ske Så som i himlen, så också på Jorden. (Amen) |